# Västerås BK
Västerås BK var en sportklubb i Västerås i Sverige. Klubben deltog i svenska mästerskapet i bandy 1929 och spelade i Sveriges högsta division i bandy säsongerna 1932 och 1936.